# Cathy Cahlin Ryan
Cathy Cahlin Ryan (nacida en 1971 en Miami, Florida) es una actriz estadounidense. Tiene 52 años.

## Vida y carrera
Cathy Cahlin Ryan es conocida por su papel de Corrine Mackey en la serie de televisión estadounidense The Shield. Además, participó en muchas producciones teatrales y desempeñó también papeles secundarios en varias series de televisión.
Cathy Cahlin Ryan está casada con el creador de The Shield, Shawn Ryan, y tiene dos hijos con él. Se llaman Haley y Brian.

## Filmografía (Selección)
- 1994: Roseanne: una biografía no autorizada (Telefilme)
- 2005: Judging Amy (Serie de TV, un episodio)
- 2007: The Unit (Serie de televisión, un episodio)
- 2008: Monk (Serie de televisión, un episodio)
- 2008: Redbelt
- 2002-2008: The Shield (Serie de televisión, 83 episodios)
- 2009: Numb3rs (Serie de televisión, un episodio)
- 2009: Padre de familia (Serie animada, voz, un episodio)
- 2012: Justified (Serie de televisión, un episodio)
- desde 2017: SWAT (Serie de televisión)